# Lampyroidea lucifer
Lampyroidea lucifer là một loài bọ cánh cứng trong họ Đom đóm (Lampyridae). Loài này được Reiche & Saulcy miêu tả khoa học năm 1857.